# Kalčič
Kalčič je priimek v Sloveniji, ki ga je po podatkih Statističnega urada Republike Slovenije na dan 1. januarja 2010 uporabljalo 162 oseb.

## Znani nosilci priimka
- Igor Kalčič (1945–2020), arhitekt, profesor FA
- Josip Kalčič (1912–1995), slovensko-hrvaško-srbski skladatelj
- Uroš Kalčič (1951–2020), pisatelj in prevajalec